# لال ویکرماتونگه
لال ویکرماتونگه یک تاجر سریلانکایی، غول رسانه ای و رئیس انتشارات لیدر است که او به همراه برادر لاسانتا ویکرماتونگه آن را تأسیس کرد، پسر هریس ویکرماتونگه معاون سابق شهردار کلمبو است.

## زندگی و شغل
ویکرماتونج در خانواده هریس ویکرماتونج، معاون سابق شهردار کلمبو متولد شد و برادرزاده جورج ای. دسیلوا فقید است، ویکرماتونج در بخش تحقیقات جنایی (سری‌لانکا) کار می‌کرد و قبل از تأسیس رهبر یکشنبه در کنار برادرش لاسانتا ویکرماتونگه که بعداً در ژانویه ۲۰۰۹ ترور شد، به عنوان یک مرد تجاری کار می‌کرد، همراه با برادرش. ویکرماتونژ برای داستان‌هایی که انتشاراتش از جمله آن‌ها را می‌خواند، با دولت برخوردهای مداوم داشت یک پرونده طولانی مدت علیه ویکرماتونگه و انتشارات لیدر توسط گوتابهایا راجاپاکسا که به خاطر آن برای ۲ میلیارد روپیه (۱۴ میلیون یورو) شکایت کرده است.